# Becker's Milk
Pour les articles homonymes, voir Becker.
Becker's Milk est une chaîne franchisée de dépanneurs à Ontario, au Canada. Lui et Mac's Milk, sa société-sœur, sont la franchise dominante à Ontario dans ce secteur.